# Hyalella inermis
Hyalella inermis är en kräftdjursart som beskrevs av Sidney Irving Smith 1874. Hyalella inermis ingår i släktet Hyalella och familjen Hyalellidae. Inga underarter finns listade i Catalogue of Life.